# Pieksämäki
Pieksämäki este o comună din Finlanda.